# ژرژ لامپن
ژرژ لامپن (فرانسوی: Georges Lampin‎؛ ۱۴ اکتبر ۱۹۰۱ – ۸ مهٔ ۱۹۷۹) یک کارگردان فیلم و هنرپیشه اهل فرانسه بود.

## فیلمشناسی
از فیلم‌ها یا برنامه‌های تلویزیونی که وی در آن نقش داشته است می‌توان به کارمن و ناپلئون اشاره کرد.
وی در بین سال‌های ۱۹۴۶ تا ۱۹۶۳ دوازده فیلم کارگردانی نمود
- ابله (فیلم ۱۹۴۶) (کارگردان)
- جنایت و مکافات (کارگردان)